# Teorema de Heine-Borel
Em matemática, o teorema de Heine-Borel ou teorema de Borel-Lebesgue, estabelece que em {\displaystyle \mathbb {R} ^{n}\,}
um conjunto é compacto se e somente se é fechado e limitado.

## Discussão
Um conjunto {\displaystyle K\,} é dito compacto se apresentar a seguinte propriedade:
Toda cobertura aberta admite uma subcobertura finita. Ou seja, se {\displaystyle O_{\lambda }\,} são conjuntos abertos indexados por um índice {\displaystyle \lambda \in I\,} e:
{\displaystyle K\subseteq \bigcup _{\lambda \in I}O_{\lambda }\,}
Então existe uma família finita {\displaystyle \left\{O_{\lambda _{n}}\right\}_{n=1}^{N}\,} que cobre {\displaystyle K\,}:
{\displaystyle K\subseteq \bigcup _{n=1}^{N}O_{\lambda _{n}}\,}
Esta propriedade é chamada de propriedade de Heine-Borel ou propriedade de Borel-Lebesgue.
Um conjunto {\displaystyle F\,} é dito fechado se toda sequência convergente contida em {\displaystyle F\,} converge para um ponto de {\displaystyle F\,}, ou seja:
{\displaystyle x_{n}\in F{\hbox{ e }}x_{n}\to x\,}, então: {\displaystyle x\in F\,}
Um conjunto é dito limitado se estiver contido em alguma bola de raio finito.

## Um lema sobre a distância de um compacto a um ponto fora dele
Mostraremos que se {\displaystyle K} é um conjunto compacto e {\displaystyle x^{*}\notin K} então existe um número {\displaystyle \delta >0}, tal que:
{\displaystyle |x^{*}-y|\geq \delta ,\forall y\in K}
Para tal, defina:
{\displaystyle r(y)={\frac {|x^{*}-y|}{2}},\forall y\in \mathbb {R} ^{n}}
É claro que {\displaystyle r(y)>0\,} para todo ponto {\displaystyle y\,} em {\displaystyle K\,}.
Agora construa os abertos:
{\displaystyle O_{y}=B(y,r(y)),\forall y\in K}, ou seja, a bola de centro y e raio {\displaystyle r(y)\,}
Eles formam uma cobertura para {\displaystyle K}:
{\displaystyle K=\bigcup _{y\in K}\{y\}\subseteq \bigcup _{y\in K}O_{y}}
Usando a definição de compacidade, estabelecemos a existência de um conjunto finito de pontos {\displaystyle y_{1},y_{2},\ldots ,y_{n}\in K\,} tais que:
{\displaystyle K\subseteq \bigcup _{k=1}^{n}O_{y_{k}}}
Por construção, os abertos {\displaystyle O_{y}\,} são disjuntos das bolas centradas em {\displaystyle y^{*}\,} de raio {\displaystyle r(y)\,}:
{\displaystyle O_{y}\bigcap B(x^{*},r(y))=B(y,r(y))\bigcap B(x^{*},r(y))=\emptyset }
Defina:
{\displaystyle \delta =\min _{k=1}^{n}r(y_{k})\,}
temos:
{\displaystyle O_{y_{k}}\bigcap B(x^{*},\delta )=B(y_{k},r(y_{k}))\bigcap B(x^{*},\delta )=B(y_{k},r(y_{k}))\bigcap B(x^{*},r(y_{k}))=\emptyset ,\forall k=1,\ldots ,n}
Tomando a união, temos:
{\displaystyle K\bigcap \left(B(x^{*},\delta )\right)\subseteq \left(\bigcup _{k=1}^{n}O_{y_{k}}\right)\bigcap B(x^{*},\delta )=\emptyset }
Pela definição da bola {\displaystyle B(x^{*},\delta )\,}, temos que todo ponto do conjunto {\displaystyle K\,} está a uma distância não inferior a {\displaystyle \delta }, o que completa a demonstração.

## Compacto implica fechado
Seja {\displaystyle K\,} um conjunto compacto e seja {\displaystyle K^{c}\,} seu complementar. O lema anterior mostra que {\displaystyle K^{c}\,} contém uma bola aberta em torno de cada um de seus pontos, logo é aberto.

## Compacto implica limitado
Seja um conjunto não limitado, então ele possui uma seqüência com as seguintes propriedade:
- {\displaystyle |x_{n+1}|>|x_{n}|\,}
- {\displaystyle |x_{n}|\to \infty \,}

Construa a cobertura:
{\displaystyle O_{n}=B(0,|x_{n}|)\,}
A união dos {\displaystyle O_{n}\,} cobre todo o espaço, mas nenhuma subcobertura finita cobre toda a seqüência {\displaystyle x_{n}}.
Assim, nenhum conjunto não-limitado é compacto.

## Fechado e limitado implica compacto
Vamos utilizar o argumento do teorema de Bolzano-Weierstrass.
Para tal, considere um conjunto {\displaystyle K\,} fechado e limitado e suponha, por absurdo, que não seja compacto, ou seja, que exista uma cobertura de abertos e não admita subcobertura finita.
Por ser limitado, deve estar contido em algum hipercubo:
- {\displaystyle K\subseteq [a_{1}^{1},b_{1}^{1}]\times [a_{1}^{2},b_{1}^{2}]\times \ldots \times [a_{1}^{n},b_{1}^{n}]}

Faço bisseção de cada uma das arestas do hipercubo, de forma a obter {\displaystyle 2^{n}\,} hipercubos menores. Considere os subconjuntos formados pela intesecção de {\displaystyle K\,} com cada um destes hipercubos menores. Pelo menos um desses conjuntos não pode ser coberto com uma subcobertura finita.
Prossiga o argumento recursivo para obter uma seqüencia de conjuntos fechados (pois cada hipercubo é fechado e a intersecção de fechados é um fechado) encaixados cujo diâmetro tende a zero. Aplique o teorema de Cantor para obter um ponto na intersecção de todos estes fechado que não pode ser coberto por subcobertura finita. Um absurdo.

## Aplicação
A forma com que se foi apresentado aqui os conjuntos compactos, podemos fazer uma ilustração com um importante resultado utilizado na Análise: funções contínuas levam conjuntos compactos em conjuntos compactos. De modo geral, esta propriedade vale para quaisquer espaços topológicos.
A seguir apresentaremos uma versão desse teorema para a análise real, considerando os conjuntos em {\displaystyle R}. O resultado que será apresentado seguirá de sua respectiva demonstração e vale lembrar que em outros contextos (ou seja, considerando {\displaystyle X} em alguma outra topologia que não seja {\displaystyle R} a demonstração seguirá da mesma forma já que usamos resultados que valem de mogo geral.

##### Teorema:Consideref{\displaystyle f}uma função contínua deR{\displaystyle R}emR{\displaystyle R}. SendoX⊂R{\displaystyle X\subset R}compacto, entãof(X){\displaystyle f(X)}é compacto.
Demonstração: Dada uma cobertura qualquer de abertos para {\displaystyle f(X)} de forma que {\displaystyle f(X)\subset \bigcup _{i\in \vartriangle }U_{i}} e onde cada {\displaystyle U_{i}} é aberto. Daí,
{\displaystyle X\subset f^{-1}{\Bigl (}\bigcup _{i\in \vartriangle }U_{i}{\Bigl )}\Rightarrow X\subset \bigcup _{i\in \vartriangle }f^{-1}(U_{i})}
Como {\displaystyle U_{i}} é aberto e {\displaystyle f} é contínua então {\displaystyle f^{-1}(U_{i})} é aberto para todo {\displaystyle i}. Além disso, já que {\displaystyle X} é compacto, então podemos extrair uma subcobertura finita de abertos da qual temos pelo Teorema de Borel-Lebesgue. Daí, existe {\displaystyle k\in N} de modo que
{\displaystyle X\subset \bigcup _{i=1}^{k}f^{-1}(U_{i})\Rightarrow f(X)\subset \bigcup _{i=1}^{k}U_{i}}
Ou seja, dada uma cobertura qualquer de abertos, conseguimos uma cobertura finita para {\displaystyle f(X)}. Logo este conjunto é compacto.